# MAC-10
MAC-10 (англ. Military Armament Corporation Model 10 , офіційно як M10) — компактний пістолет-кулемет, розроблений Ґордоном Б. Інґрамом (англ. Gordon B. Ingram) в 1964 році.

## Система
Автоматика працює за рахунок вільного затвора. Затвор при стрільбі здебільшого набігає на ствол, що значно зменшує довжину зброї. Канал ствола при пострілі замикається підпружиненим затвором. Ударно-спусковий механізм дозволяє ведення автоматичного та одиночного вогню. Перекладач вогню розташований з лівого боку зброї, трохи далі отвору спусковий скоби. Запобіжник розташований над спусковий скобою, перед спусковим гачком. Рукоятка зведення затвора, що знаходиться зверху ствольної коробки, також може виконувати роль запобіжника. Для постановки зброї на запобіжник потрібно повернути рукоятку зведення затвора навколо поздовжньої осі. При цьому рукоятка перекриває лінію прицілювання, сигналізуючи про включений запобіжник. На стволі є різьблення для кріплення швидкознімного глушника. MAC-11 відрізняється від MAC-10 лише застосовуваним набоєм. Плечовий упор виконаний з товстого дроту і засувається в ствольну коробку. Приціл діоптричний, нерегульований.

## Характеристики та застосування
Основна ідея, закладена в конструкцію — максимальна простота та дешевизна. Але мала довжина ствола, висока скорострільність, низька маса зброї і набій .45 ACP, що має більший імпульс віддачі (як для пістолетного набою), роблять стрільбу дуже неточною. Зброя має дуже великий розкид — при стрільбі на 25 метрів попадання в ціль на практиці малоймовірно. Як наслідок, MAC-10 зараз не використовується військовими — навіть низька ціна і невеликі розміри не роблять його привабливою зброєю.

## Країни-оператори
- Чилі[2]
- Колумбія[2]
- Саудівська Аравія[2]
- Домініканська республіка[2]
- Велика Британія[2]
- США[2]
- Іспанія (поліція)[3]